# Down (Sport)

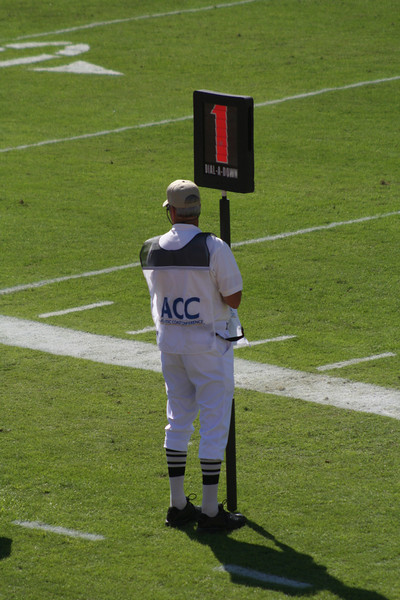
Schiedsrichter mit "Down Marker", der den 1. Down anzeigt

Ein Down ist ein Spielabschnitt im American und Canadian Football, welcher sich über einen Spielzug erstreckt. Eine sinngetreue deutsche Übersetzung ist Versuch. Dies darf nicht mit dem Try (deutsch ebenfalls: Versuch) im Rugby verwechselt werden.

## Herkunft des Begriffs
Am Ende des 19. Jahrhunderts war es im Rugby die Regel, dass ein ballführender Spieler, wenn er getackelt wurde und so den Ball nicht mehr vorwärts bewegen konnte, „Held!“ (deutsch: Gehalten!) rief. Daraufhin antwortete der tackelnde Spieler „Have it Down!“ (deutsch: Hab ihn unten!). Der getackelte Spieler war also down. Im Anschluss wurde an der Stelle, an der das Tackle stattfand, ein Gedränge begonnen.
Im American Football wurde das Konzept, dass ein Spielzug zu Ende ist, wenn der ballführende Spieler down ist, ebenfalls aufgenommen. Ein Spieler hatte die Möglichkeit freiwillig „Down!“ zu rufen, um den Spielzug zu beenden. Diese Praxis wurde im College Football (unter NCAA-Regeln) quasi abgeschafft, da dort ein Spielzug im Gegensatz zur NFL sofort beendet ist, wenn ein ballführender Spieler den Boden berührt, ausgenommen Hände und Füße. Jedoch ist es auch heute noch in der National Football League (NFL) möglich „Down!“ zu rufen, um einen Spielzug zu beenden. Diese Regel findet jedoch in der Praxis keine Anwendung. Stattdessen kann ein Spieler das Down beenden, indem er abkniet oder mit den Füßen voraus auf den Boden rutscht.
Wichtig zum genauen Verständnis ist zu sagen, dass ein Down, was wörtlich aus dem Englischen übersetzt unten heißt, in diesem Zusammenhang nicht bedeutet, dass ein Spieler am Boden liegen muss. Es genügt, dass der Spieler keinen Raumgewinn mehr erzielen kann. Beispiele hierfür wären, dass er von mehreren Spielern im Stehen festgehalten wird, er nicht auf dem Boden, sondern auf einem anderen Spieler liegt oder er sich in einem so engen Gedränge befindet, dass er nicht die Möglichkeit hat zu Boden zu gehen.

## American Football

### Allgemeines

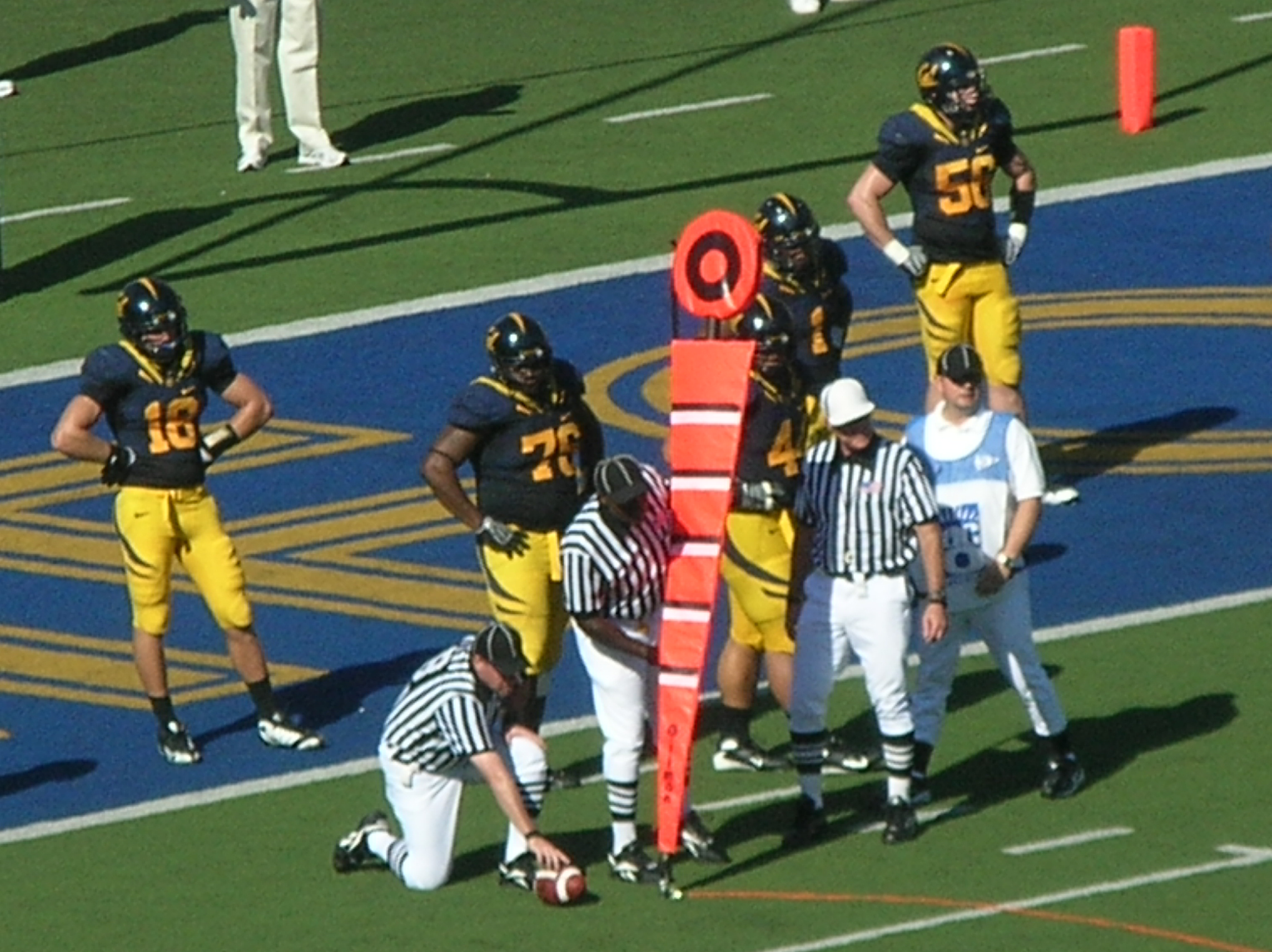
Schiedsrichter bei einem College-Football-Spiel messen ob der erzielte Raumgewinn für einen neuen „First Down“ genügt

Jede Angriffsserie einer Offense beginnt mit einem First Down (ersten Versuch). Mit vier Downs muss die Offense versuchen, zehn Yards Raumgewinn zu erzielen, um einen neuen First Down zu erhalten. Jedes Down beginnt mit einem Snap an der Line of Scrimmage und endet, wenn der ballführende Spieler zu Boden getackelt wird. Ein Down ist ebenfalls vorbei, wenn der Spieler oder der Ball nach einem Fumble das Spielfeld verlässt, ein Pass nicht gefangen wird (englisch: Incomplete Pass) oder gepunktet wird. Diese Möglichkeiten für das Ende eines Downs beziehen sich auch auf Spieler der Defense, die eventuell durch einen Turnover in Ballbesitz gekommen sind. An der Stelle, an der der Spielzug beendet ist, entsteht die neue Line of Scrimmage. Werden nach vier Versuchen keine zehn Yards Raumgewinn erzielt, wechselt der Ballbesitz zur verteidigenden Mannschaft.

### Terminologie
Im Sprachgebrauch wird die Anzahl der Versuche normalerweise mit der Entfernung zum nächsten First Down kombiniert. Daraus ergeben sich einige Situationen im Spielgeschehen, die häufiger auftreten als andere. Beispiele für diese Situationen sind:
- 1st & 10: Dies beschreibt die klassische Ausgangssituation für den Beginn einer Angriffsserie. Es ist der erste (englisch: first) Versuch und es sind zehn Yards zu überbrücken, um einen neuen ersten Versuch zu erhalten.

- 2nd & 5: Dies beschreibt einen zweiten Versuch bei dem noch fünf Yards Raumgewinn erzielt werden müssen, um einen neuen ersten Versuch zu erzielen.

- 2nd & 17: Dies beschreibt einen zweiten Versuch bei dem noch 17 Yards Raumgewinn erzielt werden müssen. Dies kann durch Raumverlust beim First-Down-Spielzug geschehen, wie beispielsweise einen Sack, oder durch Strafen.

- 1st & Goal: Hierbei wird eine Situation beschrieben, in welcher der erste Versuch näher an der gegnerischen Endzone liegt als 10 Yards. In dieser Situation ist es der Offense nicht möglich einen neuen ersten Versuch zu erzielen, sondern nur einen Touchdown. Wird mit dem ersten Versuch kein Touchdown erzielt folgt 2nd & Goal.

- 3rd & Inches: Hierbei beträgt die Entfernung zum neuen ersten Versuch, bei einem dritten Versuch, weniger als ein Yard. Ist die Entfernung zu kurz um festzustellen, ob ein neuer erster Versuch schon erzielt wurde, wird die Chain Crew auf das Spielfeld gerufen, um mit einer Kette zu messen.

Von Journalisten und Fans werden allerdings nicht nur die genauen Abstände als Einteilung benutzt, sondern auch ungefähre Entfernungen.
- 3rd & long: Dies beschreibt einen dritten Versuch und eine weite Entfernung zum First Down. Hierbei ist die Definition von "weit" relativ. Gewöhnlicherweise handelt es sich hierbei um mehr als sieben oder acht Yards zum neuen ersten Versuch.

Solch eine Einteilung wird vorgenommen, um ähnliche Spielsituationen zusammenzufassen. So ist „3rd & long“ eine Situation, in der die Offense mit einer hohen Wahrscheinlichkeit einen Passspielzug versucht, da ein Raumgewinn durch Laufspielzüge von mehr als sieben Yards seltener ist als durch Pässe, welche zwar riskanter sind, aber im Erfolgsfall in der Regel einen höheren Raumgewinn erzielen. Eine weitere Zusammenfassung wäre beispielsweise „2nd & short“, wobei „short“ (deutsch: „kurz“) hier für ungefähr ein bis drei Yards steht.
Weitere Begrifflichkeiten sind: 
- Turnover on Downs: Dies beschreibt die Situation, in der eine Mannschaft es nicht schafft einen Raumgewinn von zehn Yards innerhalb von vier Versuchen zu erzielen. Der Ballbesitz wechselt dann an die gegnerische Mannschaft. Es findet also ein Turnover statt.

- Three-and-out: Dies beschreibt eine Situation, in der es eine Mannschaft nicht geschafft hat während einer Angriffsserie einen neuen ersten Versuch zu erzielen. Nach drei Spielzügen verlassen sie das Spielfeld wieder, da der vierte Versuch für gewöhnlich nicht von der Offense ausgespielt wird (siehe 4th Down).
- Money Down: Wie unter Three-and-out beschrieben ist, entscheidet der dritte Versuch darüber, ob die Offense auf dem Feld verbleibt oder nicht. Diese Wichtigkeit, sowohl für die Offense als auch für die Defense, spiegelt sich in dem Begriff Money Down wider.

Darüber hinaus gibt es noch andere umgangssprachliche Redewendungen, wie:
- 4th & Game: Dies ist eine Situation, in der ein First Down oder Touchdown zwingend erforderlich ist, um das Spiel am Laufen zu halten. Dies ist meist der Fall in Situationen, in der die angreifende Mannschaft punkten muss, da die Zeit nicht mehr ausreicht, um den Ball zurückzubekommen, falls der Versuch scheitern und die gegnerische Mannschaft den Ball erhalten sollte.

### 4th Down

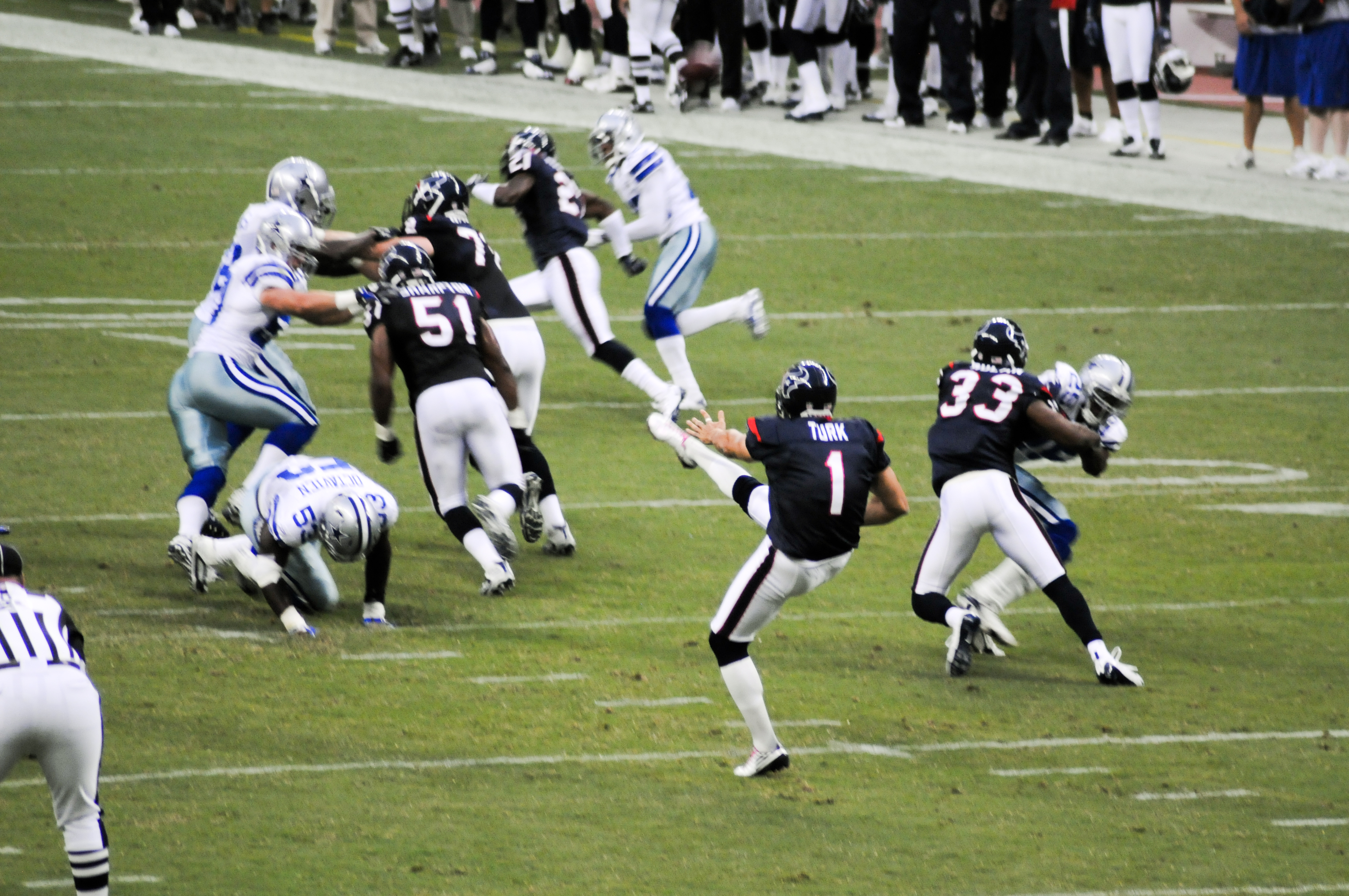
Matt Turk (1), Punter der Houston Texans, kurz nach einem Punt gegen die Dallas Cowboys

Im American Football unterscheidet sich der vierte Versuch deutlich von den drei vorangegangenen. Wird mit dem vierten Versuch kein neuer erster Versuch erzielt, wechselt der Ballbesitz. Aus diesem Grund wird in den meisten Fällen der Ball gepuntet oder, wenn man nah genug an der gegnerischen Endzone ist, ein Field Goal versucht. Gepuntet wird, um dem Gegner eine schlechtere Feldposition, also Ausgangslage, für dessen Offense zu verschaffen. Es gibt nur wenige Fälle, in denen eine Mannschaft versuchen wird den vierten Versuch auszuspielen (englisch: Fourth Down Conversion Attempt). Mögliche Gründe hierfür sind:
- Die angreifende Mannschaft liegt zurück und es gibt nicht mehr genügend Spielzeit, um wieder in Ballbesitz zu kommen, wenn man puntet.
- Die angreifende Mannschaft versucht die verteidigende Mannschaft zu überraschen, meist mit einem Fake Punt.
- Es sind nur noch Inches bis zum First Down und man verfügt über eine sehr starke Offensive Line. Dadurch hat ein  Quarterback Sneak gute Erfolgschancen.
- Es sind fünf oder weniger Yards und man möchte die Defense ins Abseits locken, um mit der Strafe ein First Down zu bekommen. Ein Snap erfolgt nicht.

Je näher man an der eigenen Endzone ist, desto größer wird der Raumverlust im Gegensatz zu einem guten Punt, wenn man das First Down nicht erreicht. Deshalb wird das vierte Down, wenn die Zeit nicht drängt, nur dann ausgespielt, wenn sich die Line of Scrimmage schon im Bereich der Mittellinie oder in der gegnerischen Hälfte befindet, die Distanz für ein Fieldgoal aber noch zu groß ist.

## Canadian Football
Im Canadian Football gibt es nur drei Downs pro Angriffsserie.